# Byxhäng

Hiphopartisten Akon med byxhäng.

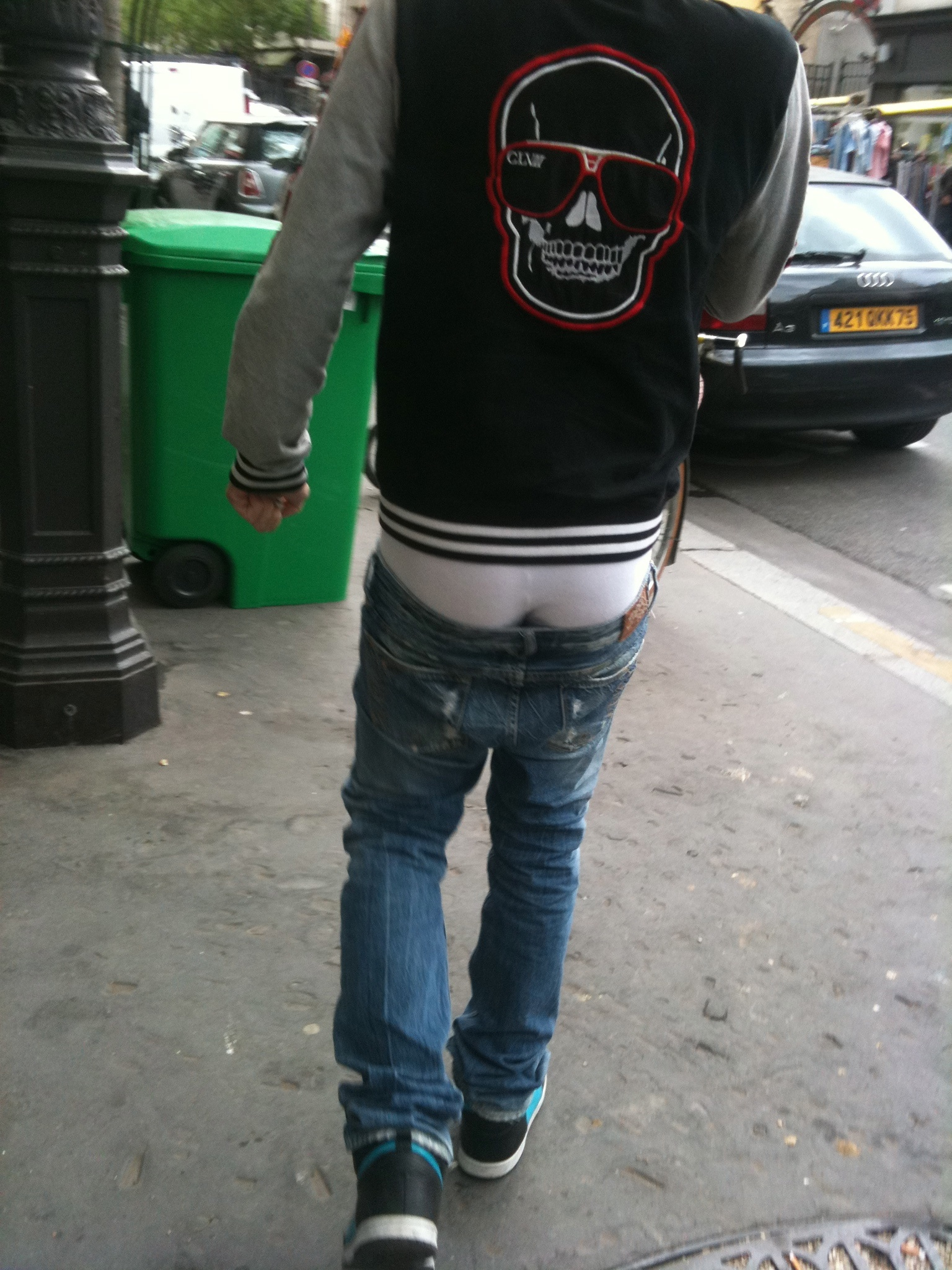
Byxhäng i Paris.

Byxhäng, eller bara häng, är ett mode, oftast hos yngre män, som innebär att byxorna är nerhasade så långt att underkläderna blottas. 
Stilen härstammar från amerikanska fängelser där de intagna inte får bära bälte och det är därför byxorna hasar ned. Orsaken till förbudet är att bälten kan användas som vapen eller för att hänga sig med.
Via gangstakulturen blev stilen populär bland skatare och hiphoppare under 1990-talet och blev en frihetssymbol och ett uttryck för kulturell medvetenhet bland ungdomar eller som en symbol för att man motsätter sig majoritetssamhällets värderingar.
Eftersom stilen resulterar i att personen visar sina underkläder så upplevs den av vissa som provocerande och på vissa skolor och institutioner finns förbud mot modet. Det har även förekommit regionala lagförslag mot modet men dessa har inte klubbats igenom.